# Yukiko Motoya
Yukiko Motoya (本谷 有希子, Motoya Yukiko, Hakusan, 14 de julho de 1979)  é uma escritora, dramaturga, diretora de teatro e ex-dubladora japonesa. Ela ganhou vários prêmios de teatro e literários japoneses, incluindo o Prêmio Akutagawa, o Prêmio Literário Noma, o Prêmio Mishima Yukio, o Prêmio Kenzaburo Oe, o Prêmio Kishida de Teatro e o Prêmio de Teatro Tsuruya Nanboku. Além disso, seu trabalho foi adaptado várias vezes para o cinema. 

## Biografia
Yukiko Motoya nasceu em Hakusan, na província de Ishikawa (prefeitura). Quando criança, Motoya leu muitos livros de detetives e de mistério de autores como Agatha Christie, Arthur Conan Doyle e Edogawa Ranpo, e mangás de terror. Depois de se formar no ensino médio, Motoya se mudou para Tóquio para estudar atuação e, aos 19 anos, ganhou um papel para fazer a voz original de Aya Sawada, na animação Kare Kano. No entanto, ela decidiu mudar seu foco da atuação para a escrita depois que Matsuo Suzuki leu uma pequena peça que ela havia escrito para a cerimônia de graduação da escola e recomendou a ela que se tornasse escritora, e não atriz. Em 2000, ela fundou sua própria companhia de teatro, chamada Companhia de Teatro Motoyo Yukiko (劇団、本谷有希子, Gekidan Motoyo Yukiko). Em 2013, Motoya se casou com o poeta e diretor de filmes Kite Okachimachi.

## Carreira

### Romancista
Motoya estreou na literatura em 2002, com o conto Eriko to zettai (江利子と絶対), e que posteriormente veio a fazer parte do livro de mesmo nome, publicado pela Kodansha, em 2003. Sua segunda obra, Funuke domo, kanashimi no ai wo misero (腑抜けども、悲しみの愛を見せろ), foi publicada em 2005, e em 2007 a mesma foi adaptada para o cinema. O filme foi dirigido por Daihachi Yoshida, estrelado por Eriko Sato e Hiromi Nagasaku, e foi exibido no Festival de Cannes.
O romance Ikiterudakede ai (生きてるだけで、愛), publicado em 2006 pela editora Shinchosha, conta a história de uma mulher desempregada e aparentemente deprimida e retrata o relacionamento com seu namorado. Esta obra foi indicada para o 135º Prêmio Akutagawa, e em 2018 foi adaptada para um filme de mesmo nome. Em 2009, Motoya publicou o livro Anoko no kangaeru koto wa hen (あの子の考えることは変), que foi indicado para o 141º Prêmio Akutagawa. A autora foi indicada pela terceira vez ao mesmo prêmio, no ano de 2011, com o romance Nurui doku (ぬるい毒) sobre uma mulher que tem um relacionamento com um mentiroso patológico que afirma ser um ex-colega de escola. Embora Nurui doku não tenha ganhado o 145º Prêmio Akutagawa, a obra ganhou o 33º Prêmio Literário Noma. Em 2013, Motoya ganhou o 7º Prêmio Kenzaburo Oe pelo romance Arashi no pikunikku (嵐のピクニック), e o 27º Prêmio Mishima Yukio pelo romance Jibun o suki ni naru hoho (自分を好きになる方法).
Em 2016, em sua quarta indicação, Motoya ganhou o 154º Prêmio Akutagawa por sua história Irui kon'intan (異類婚姻譚) em que uma mulher descobre que ela e o marido se parecem cada vez mais à medida que envelhecem juntos. Na cerimônia de premiação, a imprensa comentou que a autora estava usando meias diferentes, levando Motoya a admitir que não esperava ganhar, e que correu para a cerimônia de premiação sem nenhuma preparação especial. No mesmo ano, Irui konin tan tornou-se o título de uma coletânea de contos publicada pela Kodansha.

### Dramaturgia
Motoya continuou escrevendo e dirigindo peças para sua companhia de teatro, além de escrever contos e romances, e em 2006 ela se tornou a pessoa mais jovem a ganhar o Prêmio de Teatro Tsuruya Nanboku, na categoria Melhor Peça, com a peça Sōnan (遭難). Nesse mesmo ano, ela visitou os Estados Unidos, como parte de um programa de intercâmbio para dramaturgos patrocinado pela Fundação Japão. Em 2009, sua peça Shiawase saiko arigatō maji de (幸せ最高ありがとうマジで！), sobre uma mulher que entra na casa de um casal e declara ser a amante do marido, ganhou o 53º Prêmio Kishida de Teatro. Em 2010, o romance Ranbō to taiki (乱暴と待機) foi adaptado para o cinema, sendo dirigido por Masanori Tominaga, e estrelado por Tadanobu Asano, Minami Hinase e Eiko Koike.

### Personalidade da mídia
Nobuko Tanaka, do The Japan Times, chamou Motoya de "a queridinha da mídia japonesa" por suas frequentes contribuições a revistas, televisão e rádio japonesas. De 2005 a 2006, Motoya foi a apresentadora da sexta-feira do programa de rádio noturno All Night-NIPPON (オールナイトニッポン).  A partir de 2017, ela é co-apresentadora da série de documentários 7 Rules, da Fuji TV.

## Prêmios
- 2006 - 10º Prêmio de Teatro Tsuruya Nanboku, categoria de Melhor Peça[3]
- 2009 - 53º Prêmio Kishida de Teatro[19]
- 2011 - 33º Prêmio Literário Noma[10][11]
- 2013 - 7º Prêmio Kenzaburo Oe[12]
- 2014 - 27º Prêmio Mishima Yukio[13][14]
- 2015 - 154º Prêmio Akutagawa[4][24]

## Adaptações
- 2007 - Funuke domo, kanashimi no ai wo misero (腑抜けども、悲しみの愛を見せろ)[7]
- 2010 - Ranbō to taiki (乱暴と待機)[20]
- 2018 - Ikiteru dake de ai (生きてるだけで、愛)[8]

### Livros
- Eriko to zettai : motoya yukiko bungaku daizenshū (江利子と絶対 : 本谷有希子文学大全集), Kodansha, 2003. ISBN 9784062119276
- Funukedomo, kanashimi no ai wo misero (腑抜けども, 悲しみの愛を見せろ), Kodansha, 2005. ISBN 9784062129985
- Zetsubō (ぜつぼう), Kodansha, 2006. ISBN 9784062133241
- Ikiterudakede ai (生きてるだけで、愛), Shinchosha, 2006. ISBN 9784103017714
- Imaman : Motoya yukiko mangaka intabyū & taidanshū (イママン : 本谷有希子マンガ家インタビュウ&対談集), Komakusa Shuppan, 2007. ISBN 9784903186511
- Hontani-chan (ほんたにちゃん), Ōta Shuppan, 2008. ISBN 9784778311162
- Anoko no kangaeru koto wa hen (あの子の考えることは変), Kodansha, 2009. ISBN 9784062156387
- Nurui doku (ぬるい毒), Shinchosha, 2011. ISBN 9784103017745
- Guamu (グ, ア, ム), Shinchosha, 2011. ISBN 9784101371726
- Arashi no pikunikku (嵐のピクニック), Kodansha, 2012. ISBN 9784062177047
- Jibun o suki ni naru hoho (自分を好きになる方法), Kodansha, 2013. ISBN 9784062184557
- Irui kon'intan (異類婚姻譚), Kodansha, 2016. ISBN 9784062199001

### Peças de teatro
- Sōnan (遭難), Kodansha, 2007. ISBN 9784062140744
- Henro (偏路), Shinchosha, 2008. ISBN 9784103017738
- Shiawase saiko arigatō maji de (幸せ最高ありがとうマジで！), Kodansha, 2009. ISBN 9784062153638
- Rairairairairai (来来来来来), Hakusuisha, 2010. ISBN 9784560080801